# Fiat 241
Fiat 241 — вантажний фургон, що випускався компанією Fiat з 1965 по 1974 рік.
Автомобіль був розроблений паралельно з моделлю Fiat 238. На відміну від 238 моделі, привід здійснювався на задні колеса, а двигун розміщувався в кабіні, а не під пасажирським сидінням. Таким чином в кабіні було тільки два місця.
Поставлявся як з бортовим кузовом, так і просто з відкритим шасі, що дозволяло виробникам кузовів виготовляти різні спеціальні модифікації. На автомобіль встановлювався або 4-х циліндровий двигун, об'ємом 1481 см3, або дизельний, об'ємом 1895 см3 (такий же як на Fiat Campagnola).
Згодом на заміну моделі прийшли Fiat 242 і Iveco Daily.
Всього випущено понад 300 000 автомобілів.